# Narbolia
Narbolia är en ort och kommun i provinsen Oristano i regionen Sardinien i Italien. Kommunen hade 1 783 invånare (2017).